# Hermann Heimart Cludius
Hermann Heimart Cludius (* 28. März 1754 in Hildesheim; † 23. Juni 1835 ebenda) war ein protestantischer Pfarrer, Schriftsteller und Obstzüchter.

## Leben
Hermann Heimart Cludius besuchte in seiner Geburtsstadt das Gymnasium Andreanum, bevor er von 1774 bis 1777 in Göttingen an der dortigen Universität die Fächer Philologie, Philosophie und Theologie studierte. Er war erst Mitglied des philologischen, dann des Predigerseminars. Am dritten Advent des Jahres 1777 wurde er als Pastor an der Georgskirche in Hildesheim eingeführt.
Nachdem ihm die theologische Fakultät Göttingens am 10. November 1787 die theologische Doktorwürde zuerkannt hatte, trat Cludius am Laetare-Sonntag 1788 die Superintendentur an.

## Werke
- Wahrheit der christlichen Religion, insbesondere zur Widerlegung der Juden und zum Unterricht der Proselyten. Bremen 1782.
- Biblisch-practisches Elementarbuch der Religion. Hildesheim und Leipzig 1786.
- Cleanthes Gesang auf den höchsten Gott. Göttingen 1786.
- Poetische Werke. Altona 1787.
- Der neue Plato. Athen 1787.
- Grundris der körperlichen Beredsamkeit : für Liebhaber der schönen Künste, Redner und Schauspieler : ein Versuch. Hamburg 1792.
- Timarette oder von der Freundschaft. Hamburg 1802.
- Perimede oder Hippias und Agathons Klugheitslehre. Gotha 1803.
- Von der bey den Niederdeutschen freyen Bauern möglichen und nützlichen Bildung und von den Mitteln sie zu befördern, gezeigt in einem Beyspiele des Dorfs Großen-Laffer im Fürstenthum Hildesheim. Magdeburg 1805.
- Uransichten des Christenthums, nebst Untersuchungen über einige Bücher des neuen Testaments. Altona 1808.
- Muhammeds Religion aus dem Koran dargelegt und erläutert u. s. w. Altona 1809.
- Abriß der Vortragskunst. Hildesheim 1810.
- Ciceronis de natura Deorum L. IV. E pervetusto codice membraneo nunc primum edidit Pt. Seraphinus. Berlin 1811.

## Züchtungen
- Cludius’ Borsdorfer
- Cludius’ Herbstapfel
- Cludius’ Sommerquittenapfel
- Hildesheimer gelber Winterpepping